# By landskommun, Värmland
För landskommunen med detta namn i Dalarna, se By landskommun, Dalarna.
By landskommun var en tidigare kommun i Värmlands län.

## Administrativ historik
Kommunen inrättades i By socken i Näs härad i Värmland när 1862 års kommunalförordningar trädde i kraft den 1 januari 1863.
1882 utbröts Säffle köping och 1943 uppgick återstoden av landskommunen i Säffle köping som 1971 uppgick i Säffle kommun.

## Politik

### Mandatfördelning i valet 1938
|  | 14 | 3 | 4 | 3 |

| 24 |